# Département d'Abidjan
Le département d'Abidjan est un département de la Côte d'Ivoire. Il est le seul département dans le district autonome d'Abidjan : le territoire du département et du district sont les mêmes.

## Histoire

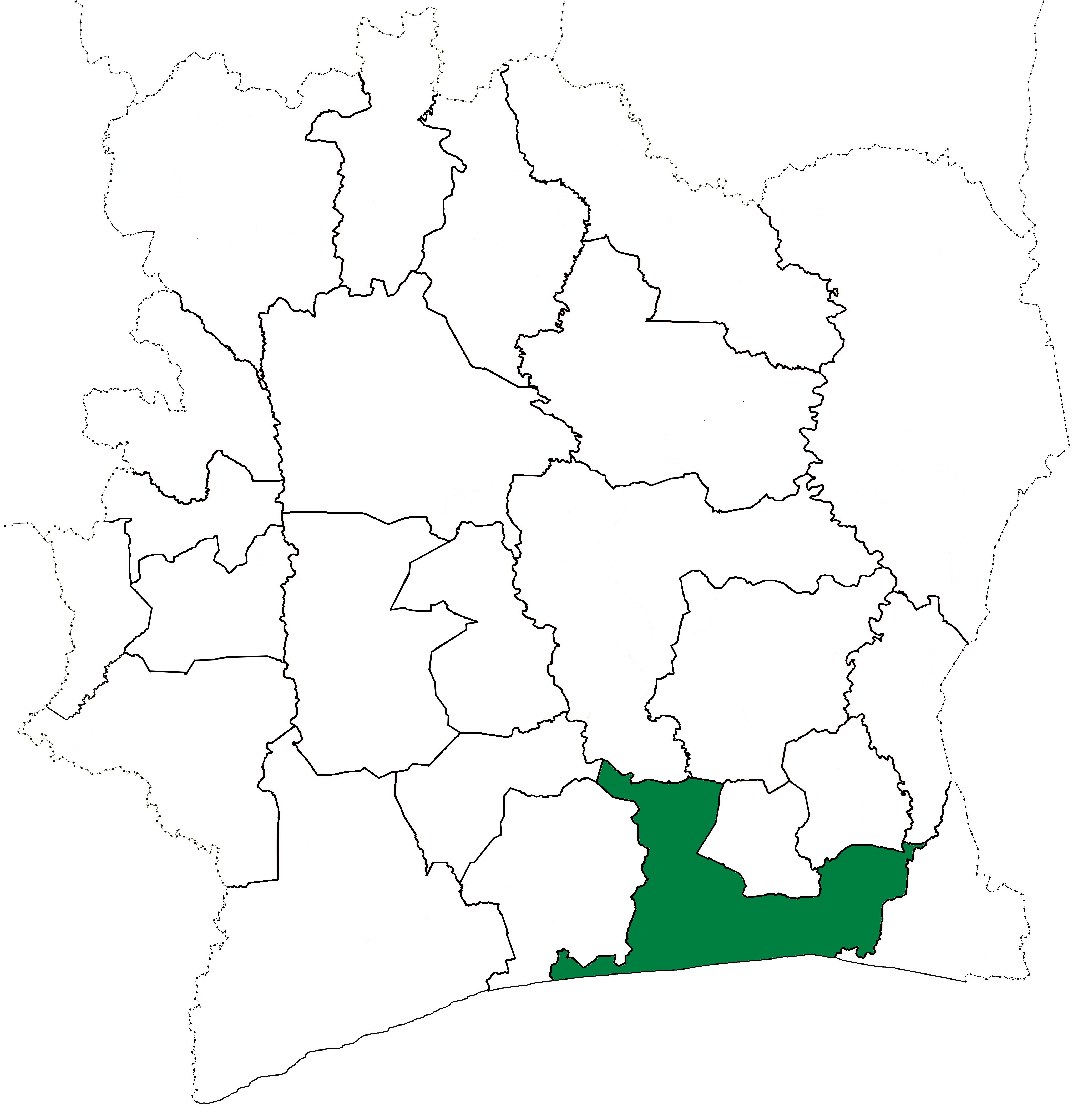
Département d'Abidjan, lors de sa création en 1969. Il a gardé de ces limites jusqu'en 1988, mais d'autres départements ont commencé à être divisés en 1974.

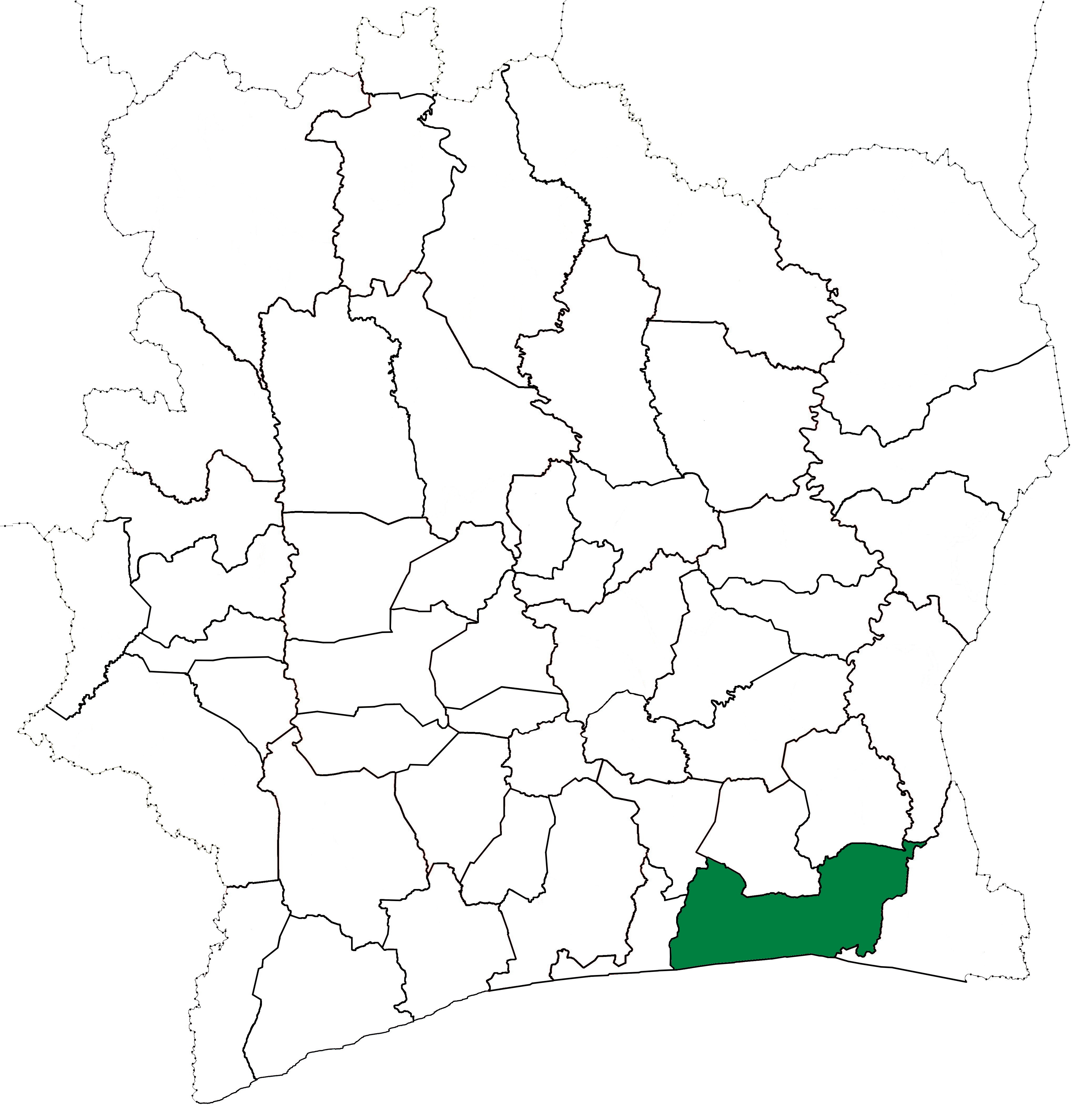
Département d'Abidjan de 1988 à 1998. (D'autres limites des subdivisions ont changé à partir de 1995.)

Le département d'Abidjan a été créé en 1969 en tant que l'un des 24 nouveaux départements qui ont été créés pour prendre la place aux six départements qui ont été abolis. Il a été créé à partir d'un territoire qui était autrefois une partie du département du Sud. Selon les limites actuelles comme référence, de 1969 à 1988, le département comprenait tout le district autonome d'Abidjan ; toute la région des Grands-Ponts ; toute la région Agnéby-Tiassa, à l'exception du département d'Agboville ; et du département d'Alépé dans la région de La Mé.
Le département d'Abidjan a été divisé en trois parties, en 1988, dans le but de créer les départements de Grand-Lahou et de Tiassalé.
En 1997, les régions ont été introduites en tant que nouveau premier niveau de subdivision de la Côte d'Ivoire ; par conséquent, tous les départements ont été convertis en deuxième niveau de subdivision. Le département d'Abidjan a été inclus en tant que partie de la région des Lagunes. Le département d'Abidjan a été de nouveau divisé en 1998, dans le but de créer les départements d'Alépé, de Dabou et de Jacqueville.
En 2011, les districts ont été introduits en tant que nouveau premier niveau de subdivision de la Côte d'Ivoire. Dans un même temps, les régions ont été réorganisées et sont devenues le deuxième niveau de subdivision, et tous les départements ont été convertis en troisième niveau de subdivision. À ce jour, le département d'Abidjan est devenu partie intégrante du district autonome d'Abidjan, l'un des deux districts du pays sans régions. Le département d'Abidjan et le district autonome d'Abidjan partagent le même territoire.  
Vincent Toh Bi Irié est nommé préfet du département en août 2018, fonction qu'il occupe jusqu'à sa démission, en août 2020. 
Le 5 mars 2024, Andjou Koua, est nommé préfet du département d’Abidjan.